# Exarcado Apostólico para os fiéis de Rito Armênio residentes na América Latina e México
O Exarcado Apostólico para os fiéis de Rito Armênio residentes na América Latina e México (Exarchatus Apostolicus pro fidelibus Ritus Armenii in omnibus dicionibus Americae Latinae atque Foederatarum Civitatum Mexicanarum commorantibus) é uma Circunscrição eclesiástica católica pessoal para os fiéis da Igreja Católica Armênia residentes na América Latina e México. A sé exarquial está na Catedral Armênia São Gregório Iluminador, na cidade de São Paulo.

## Histórico
O  Exarcado Apostólico para os fiéis de Rito Armênio residentes na América Latina e México foi criado pelo Papa João Paulo II, por meio da Constituição Apostólica America Latina atque Foederatae Civitates Mexicanae de 3 de julho de 1981.

## Exarcas
|                          | Nome                             | Período             | Notas                   |
| Exarcas apostólicos      | Exarcas apostólicos              | Exarcas apostólicos | Exarcas apostólicos     |
| ------------------------ | -------------------------------- | ------------------- | ----------------------- |
| 2º                       | Paulo León Hakimian              | 2018 - 2024         |                         |
| 1º                       | Vartan Waldir Boghossian, S.D.B. | 1981 - 2018         | Bispo emérito           |
| Administrador apostólico |                                  |                     |                         |
|                          | Vartan Waldir Boghossian, S.D.B. | 2025-               | Bispo emérito do mesmo. |